# جان باتيست جيرو
جان باتيست جيرو (بالفرنسية: Jean-Baptiste Giraud)‏ هو نحات فرنسي، ولد في 1752 في آكس أون بروفانس في فرنسا، وتوفي في 14 فبراير 1830 في Fontenailles, Seine-et-Marne ‏ في فرنسا.